# Хосе Артигас
Хосе Хервасио Артигас (на испански: José Gervasio Artigas) e уругвайски политически деец, eдин от ръководителите на освободителното движение против испанските колонизатори в Южна Америка, национален герой на Уругвай. Наричан е „Бащата на уругвайската независимост“ и „Основател на уругвайската нация“.
Роден е на 19 юни 1764 година в Монтевидео. Става капитан в испанската армия и през 1811 година участва във въстанието на гаучо против испанците. През 1820 година Уругвай губи независимостта си и той се оттегля в Парагвай, където остава в изгнание до края на живота си. Умира на 86 години в нищета и почти забравен. Около името му дори се създава „черна легенда“. На 19 юни 1977 г., останките му са пренесени в музея на неговото име на Площада на независимостта в Монтевидео. Издигнати са много паметници в негова чест.
- Паметникът на площада на независимостта
- статуя в Бело Хоризонте
- Паметник в Сантяго
- Паметник във Вашингтон
- Паметник на Хосе Артигас в Южния парк в София: „Свободният не обижда и не се страхува“ (42°40′ с. ш. 23°18′ и. д. / 42.670467° с. ш. 23.30715° и. д.)